# Kedach ethabni
 (janvier 2018).
Pour plus de détails, voir Fiche technique et Distribution.
Kedach ethabni est un film algéro-marocain réalisé par Fatma Zohra Zamoum, sorti en 2011.

## Synopsis
Adel, 8 ans, a été emmené chez ses grands-parents parce que ses parents se querellent. Adel devait rester avec ses grands-parents pour un week-end, puis une autre semaine commence et il manque l'école, alors il sent qu'il a vécu là pour toujours. Sa grand mère, une femme au foyer tentera de présenter Adel à sa vie quotidienne dans son appartement et son grand père, un retraité, lui présentera le grand monde des animaux. De jour en jour, l'enfant et sa grand-mère s'accrochent à la question « Quelle est votre amour? » Pour les aider à traverser cette période difficile et se rapprocher les uns des autres.

## Fiche technique
- Titre original : قداش أتحبني / Kedach ethabni
- Réalisation : Fatma Zohra Zamoum
- Scénario : Fatma Zohra Zamoum
- Montage : Karine Olivier
- Musique : Nourdine Alane et Franck Sforza
- Production : Fatma Zohra Zamoum
- Sociétés de production : Z & Compagnie Productions, AARC et EPTV
- Budget : 450 000 dollars
- Pays d'origine : Algérie et Maroc
- Langues originales : arabe
- Format : Couleurs - 1,85:1 - 35 mm
- Genre : Drame familier
- Durée : 98 minutes
- Dates de sortie : 
  -  Algérie : septembre 2011
  -  Maroc : septembre 2011
  -  France : novembre 2011

## Distribution
- Nourdine Alane : Rachid, le père
- Nadjla Debahi-Laaraf : Khadidja, la grand-mère
- Louiza Habani : Safia, la mère
- Abdelkader Tadjer : Lounès, le grand-père
- Racim Zennadi : Adel

## Tournage
Le tournage du film a eu lieu à Alger.

## Distinctions

### Nominations
- Nomination au Festival international du film de Palm Springs pour le meilleur film.
- Nomination au Festival du film Tribeca de Doha.